# Althéménès
Althéménès (en grec ancien Ἀλθαιμένης / Althaiménês), dans la mythologie grecque, est un fils de Catrée, un des fils des souverains de Crète, Minos et Pasiphaé. Frère d'Apémosyne, Clymène et Érope, il tue son père par erreur, accomplissant ainsi une prophétie qu'il tentait d'éviter.

## Mythe
Un oracle prédit à Catrée qu'il serait tué par un de ses enfants. Ce dernier tente de cacher la prophétie mais Althéménès en apprend tout de même l'existence et choisit de s'exiler par prudence sur l'île de Rhodes avec sa sœur Apémosyne. 
Un jour que celle-ci se rend à une fontaine pour chercher de l'eau, le dieu Hermès la voit et se prend de passion pour elle. Quand elle l'aperçoit, Apémosyne s'enfuit mais il la poursuit et, ne parvenant pas à la rattraper, lance sur le chemin des peaux qui ne sont pas passées au tanin. La jeune fille glisse dessus et Hermès la viole. Peu après, elle raconte à son frère ce qui s'est passé mais, pensant qu'elle ment, Althéménès tue sa sœur en la rouant de coups. 
Catrée ayant pris la mer à la recherche d'Althéménès, débarque à Rhodes mais sa compagnie est prise pour des pirates et est attaquée. Comme prédit, Althéménès a, sans le savoir, tué son père. Quand il réalise ce qui s'est passé, il prie les dieux et tombe dans un gouffre. 

## Sources
- Pseudo-Apollodore, Bibliothèque [détail des éditions] [lire en ligne] (III, 1, 2 ; III, 2, 1-2),